# Michel Lazdunski
Michel Lazdunski, né le 11 avril 1938 à Marseille, est un biologiste français spécialisé en recherche d’intérêt médical dans les domaines de la biochimie, la physiologie, la physiopathologie, la pharmacologie moléculaire et les neurosciences.

## Biographie
Michel Lazdunski est ingénieur chimiste (1955), diplômé de l'École nationale supérieure de chimie de Clermont-Ferrand, docteur (Ph.D) en chimie-physique de l’Université Laval à Québec (1962) au Canada dans le laboratoire de Ludovic Ouellet, puis docteur ès sciences en biochimie (université de Marseille, 1964). Il commence sa carrière au CNRS en 1962 à Marseille où il devient professeur de biochimie en 1965. À la demande du professeur Jacques Monod, prix Nobel de Médecine 1965, il accepte la Chaire de Biochimie à l’université de Nice en 1968. Il y fonde le Centre de biochimie du CNRS qu’il dirigera jusqu’en 1989, année où il se déplace dans la technopole de Sophia Antipolis pour y diriger l’Institut de pharmacologie moléculaire et cellulaire du CNRS qu’il vient de créer et qu’il dirigera jusqu’en 2004. Au cours de sa carrière universitaire à Nice/Sophia Antipolis, il a été successivement Professeur de Biochimie (Faculté des Sciences), directeur de recherche détaché au CNRS et professeur de pharmacologie PU-PH (Faculté de Médecine).
Michel Lazdunski a fait partie du conseil scientifique (1997-2001) et du conseil d’administration (2001-2005) du CNRS et du Conseil de l’Organisation européenne de biologie moléculaire (1990-1995). Il a présidé de nombreux Comités dont le Comité des Sciences du Vivant de la CEE (programme Human Capital and Mobility 1996-1997) et le Comité National de Coordination des Sciences du Vivant (2001-2002)
Il a été élu membre titulaire de l'Académie des sciences en 1991. Il a été nommé membre senior de l'Institut universitaire de France en 1991 pour une durée de cinq ans, renouvelée en 1996.

## Apport scientifique
La première partie de la carrière scientifique de Michel Lazdunski (distingué par la Médaille d’Argent du CNRS) a été consacrée à l’enzymologie. Il s’est ensuite attaché à l’exploration des machines moléculaires, les canaux ioniques, qui génèrent la bioélectricité dans le cerveau, le système nerveux périphérique, le cœur, les muscles, les vaisseaux et les systèmes endocrines sécréteurs d’hormones et qui sont à l’origine de multiples pathologies,. Il a eu un rôle de pionnier dans l’analyse des canaux ioniques perméables au sodium, calcium et potassium. Il a eu un rôle pionnier dans l’étude de leur pharmacologie en introduisant de nombreuses toxines de nombreux venins ainsi que des médicaments importants de l’hypertension (les bloqueurs calciques) ou du diabète (les sulfonylurées antidiabétiques),, Les travaux les plus récents de son équipe ont complété ces études pharmacologiques et amplifié la découverte de nouvelles substances issues de venin avec de fortes possibilités de thérapeutique potentielle. Elles ont aussi abouti à la découverte de plusieurs nouvelles classes de canaux ioniques essentiels à la perception sensorielle des stimulations mécaniques, du chaud, du froid et de l’acidité. Les canaux TREK/TRAAK, les canaux TASK et les canaux ASIC,,. Ces familles de canaux jouent un rôle essentiel dans la perception de la douleur mais également dans la transmission synaptique et dans la neuroprotection au niveau cérébral en particulier pour les acides gras polyinsaturés de types ɯɜ. Les canaux TREK jouent un rôle central dans la dépression. Les canaux TASK et TREK sont une cible thérapeutique majeure des anesthésiques gazeux,,.
Auparavant Michel Lazdunski et son équipe avaient fait des découvertes pionnières sur le canal CFTR,, associé à la mucoviscidose, qui indiquaient la direction à suivre pour les développements thérapeutiques actuels sur certaines des formes de cette maladie génétique.

## Distinctions
- 1976 : médaille d'argent du CNRS.
- 1976 : membre de l’Organisation européenne de biologie moléculaire
- 1983 : correspondant de l’Académie des sciences
- 1983 : grand prix de l'Académie des sciences (prix Charles-Léopold-Mayer)
- 1984 : grand prix de l'International Society for Cardiac Research
- 1989 : ICI Prize Lecture, Angleterre
- 1989 : membre de l’Academia Europaea[12]
- 1991 : membre de l’Académie des sciences
- 1991 : prix de recherche de la Fondation Allianz-Institut de France[13]
- 1993 : Bristol-Myers Research Unrestricted Award in Neuroscience, États-Unis
- 1993 : membre de l’Académie royale de médecine de Belgique
- 1995 : officier de l’ordre du Mérite (chevalier 1983)
- 2000 : Médaille d'or du CNRS[14],[15]
- 2003 : Grand Prix de la Fondation pour la recherche médicale
- 2006 : Sherrington Lecture, Angleterre,
- 2008 : Magnes Award Lecture Jerusalem, Israel
- 2011 : médaille d'or de la Fondation Jung pour la science et la recherche[16]
- 2012 : Prix Galien[17]
- 2013 : prix Ehrlich
- 2016 : commandeur de la Légion d’honneur[18] (officier 1999, chevalier 1989)
- 2017 : Redi Award[1]